# 長岡市立堤岡中学校
長岡市立堤岡中学校（ながおかしりつ つつみおかちゅうがっこう）は、新潟県長岡市高見町字東堤に所在する市立中学校。

## 概要
1967年4月1日に黒条・新組両中学校が統合し開校。

## 沿革
- 1967年4月1日 - 黒条中学校・新組中学校を統合して開校。
- 1968年3月25日 - 第1棟完成。
- 1969年4月1日 - 第2棟完成。
- 1970年11月3日 - グラウンド整地完了。
- 1971年1月3日 - 体育館完成。
- 1971年3月25日 - 図書館　金工・被服室完成。
- 1976年7月8日 - プール完成。
- 1982年12月28日 - 堤石園完成。
- 1992年3月15日 - 給食室完成。
- 1993年3月4日 - 第3棟完成。
- 2011年10月19日 - 体育館耐震工事完了。
- 2017年6月20日 - 校舎増築工事完了。
- 2019年2月22日 - 大規模改造工事完了。

## 通学区域
#外部リンクを参照。

### 進学前小学校
- 長岡市立黒条小学校
- 長岡市立新組小学校